# Myllenyxis longiterebra
Myllenyxis longiterebra là một loài tò vò trong họ Ichneumonidae.